# Mersin Cup 2012
Il Mersin Cup 2012 è stato un torneo professionistico di tennis maschile giocato sulla terra rossa. È stata la 1ª edizione del torneo che fa parte dell'ATP Challenger Tour nell'ambito dell'ATP Challenger Tour 2012. Si è giocato a Mersin in Turchia dal 9 al 15 aprile 2012.

## Partecipanti

### Teste di serie
| Nazionalità | Giocatore       | Ranking* | Testa di serie |
| ----------- | --------------- | -------- | -------------- |
| Slovacchia  | Martin Kližan   | 94       | 1              |
| Turchia     | Marsel İlhan    | 122      | 2              |
| Paesi Bassi | Igor Sijsling   | 124      | 3              |
| Germania    | Daniel Brands   | 130      | 4              |
| Paesi Bassi | Thomas Schoorel | 132      | 5              |
| Rep. Ceca   | Jan Hájek       | 151      | 6              |
| Portogallo  | João Sousa      | 171      | 7              |
| Spagna      | Javier Martí    | 177      | 8              |

- Ranking al 2 aprile 2012.

### Altri partecipanti
Giocatori che hanno ricevuto una wild card:
- Can Altiner
- Haluk Akkoyun
- Barkin Yalcinkale
- Ergün Zorlu

Giocatori passati dalle qualificazioni:
- Jérôme Inzerillo
- Gabriel Moraru
- Ivan Nedelko
- Michal Schmid
- Ľubomír Majšajdr (lucky loser)

## Campioni

### Singolare
João Sousa ha battuto in finale  Javier Martí con il punteggio di 6–4, 0–6, 6–4

### Doppio
Radu Albot /  Denys Molčanov hanno battuto in finale  Alessandro Motti /  Simone Vagnozzi con il punteggio di 6–0, 6–2